# Eisenbahnunfall von Jerxheim
Der Eisenbahnunfall von Jerxheim war die Entgleisung eines Personenzuges der Herzoglich Braunschweigischen Staatseisenbahn am 9. September 1844 am Bahnhof Jerxheim auf deren Bahnstrecke Wolfenbüttel–Oschersleben.

## Ausgangslage
Der Personenzug war von Magdeburg nach Hannover unterwegs. Hinter der Lokomotive HERCYNIA liefen ein Gepäckwagen, ein Postwagen, drei Personenwagen und ein Flachwagen mit einer Kutsche als Ladung.

## Unfallhergang

Künstlerische Darstellung des Unfalls auf einem Blechtablett

Die Zug entgleiste infolge einer falsch gestellten Schleppweiche im Bahnhof Jerxheim. Die Lokomotive kam neben dem Streckengleis zum Stehen und stürzte um. Die beiden nach der Lokomotive laufenden Dienstwagen ohne Reisenden wurden neben dem Gleis ineinander geschoben. Die zwei folgenden entgleisten Personenwagen hatten hingegen nur geringe Schäden. Bei dem Unfall wurden einige Personen leicht verletzt.

## Künstlerische Darstellung

Erläuterung der Darstellung auf dem Tablett

Im Städtischen Museum in Halberstadt befindet sich ein blechernes Tablett (38 × 49 cm), auf dessen Vorderseite der Unfall in Ölmalerei festgehalten wurde. Die Arbeit wird der Stobwasserschen Manufaktur für Lackwaren in Braunschweig zugeschrieben.
Das Bild zeigt einen Zug, dessen Lokomotive HERCYNIA und einige Wagen entgleist sind und zum Teil neben der Strecke liegen, während aufgeregte Passagiere in den Wiesen neben den Gleisen bzw. auf dem Bahndamm stehen oder sitzen und der Weichensteller die Flucht ergreift. Auf der Rückseite des Tabletts befindet sich ein erklärender Text: Wagenbauer Gille aus Braunschweig, der sich, ebenso wie der Stadtdirektor Wilhelm Bode, in dem verunglückten Zug befunden hatte, schenkte den „Präsentierteller“ mit der Darstellung des Unglücks später Bode zum Andenken. Bode und Gille sind laut der Erläuterung „vorn auf dem Bahndamm stehend“ zu sehen, „ersterer im Zylinderhut, letzterer“ in grünem Rock. Stadtdirektor Bode soll auf dem Weg zu seinem Schwiegersohn Wilhelm Rimpau in Schlanstedt gewesen sein. Rimpau war mit Bodes Tochter Sophie (1820–1892) verheiratet.
Der Halberstädter Geschichtsverein stellte das von Nachkommen der Familie Rimpau erworbene Tablett dem Museum als Dauerleihgabe zur Verfügung.
Der vollständige Text der handschriftlichen Notiz lautet:
Eisenbahnunfall, der sich um 1844 auf der Strecke Braunschweig-Oschersleben zwischen

den Stationen Jerxheim und Neuwegersleben ereignete. Stadtdirektor Bode war auf dem Zuge,

sowie der Wagenbauer Gille (Inhaber der später Müller’schen, dann Kathe’schen Fabrik auf dem Steinwege

zu Braunschweig.) Gille schenke dem Stadtdirektor Rode diesen Präsentierteller zum Andenken an

die glücklich überstandene Gefahr. Rode und Hille sind vorn auf dem Bahndamm stehend, ersterer

in Zylinderhut, letzterer in grünem Rocke dargestellt. Links läuft der Weichensteller, welcher den

Unfall verschuldet hatte.